# Camino a la Fama
Camino a la fama (El ritmo del éxito, en España) es una película de drama estadounidense del 2000, dirigida por Nicholas Hytner, sobre un grupo de jóvenes bailarines de diversos orígenes que se matriculan en la ficticia Academia de Ballet Americano en la ciudad de Nueva York. La película explora los problemas y dificultades en el mundo de la danza profesional, y cómo cada individuo hace frente a las tensiones.

## Argumento
Después de una serie de audiciones en todo el país, 12 jóvenes bailarines logran ingresar a la Academia de Ballet Americano (que se basa libremente en la School of American Ballet ). Ellos trabajan duro, asistiendo a clases todos los días de semana para ser los mejores bailarines que puedan ser, y en la preparación para un taller final de danza que determinará quiénes serán los tres chicos y tres chicas a quienes se les pedirá a unirse a la Compañía de Ballet Americano (que parece basarse ya sea en el American Ballet Theatre o en el Ballet de la Ciudad de Nueva York ). El taller también brindará una oportunidad para que los estudiantes puedan mostrar sus talentos a otras compañías de ballet de todo el país. Ganar un rol principal en el taller es esencial.
Las tensiones aumentan entre Jonathan (Peter Gallagher), el envejecido coreógrafo y director de la compañía, y Cooper Nielson (Ethan Stiefel), su mejor bailarín , que también quiere ser coreógrafo. Ellos también tienen problemas porque  Kathleen, exnovia y compañera de ballet de Cooper, lo dejó por Jonathan. La estudiante estrella Maureen (Susan May Pratt), una bulímica oculta que parece que va para el éxito, descubre que la vida le está pasando cuando conoce a un estudiante de medicina que le muestra lo que es la vida sin ballet. La dulce Jody Sawyer (Amanda Schull), a pesar de su tipo de cuerpo y malos pies, está determinada a bailar profesionalmente, pero a medida que avanza la película parece cada vez menos probable que sea lo suficientemente buena. A la talentosa pero respondona Eva (Zoe Saldaña) le encanta bailar, pero parece destinada a quedarse en la parte posterior del cuerpo de ballet debido a su actitud. Las tensiones también surgen entre Charlie (un compañero de estudios naturalmente dotado) y Cooper. Charlie se siente atraído por Jody, que tuvo una aventura de una noche con Cooper y sigue enamorada de él.
Pese a las objeciones de Jonathan, Cooper coreografía un ballet basado en música de rock para el taller. Tres ballets se van a presentar; Jonathan y otro coreógrafo crean los otros dos, respectivamente-sin embargo, los otros dos ballets "tradicionales" no se bailan con música real de ballet. El primero es la Sinfonía Italiana de Mendelssohn, mientras que el ballet de Jonathan es al ritmo del segundo concierto para piano de Rajmáninov. El ballet de Cooper refleja la relación entre él, Jonathan, y Kathleen (y también, aunque hecho inconscientemente, entre Jody, Charlie y Cooper). Jody, Charlie, y Erik (Shakiem Evans) son convocados para los tres papeles principales cuando Erik se tuerce el tobillo en un ensayo. Cooper entonces interviene para llenar el papel, y las tensiones entre Jody, Charlie y Cooper juegan en el escenario.
Después del taller final, Cooper comienza su propia compañía de danza - para gran disgusto de Jonathan, Ya que el financiador de Cooper es una mujer que Jonathan esperaba donaría a su propia compañía. Cooper le pide a Jody que sea su bailarina principal, ya que aunque técnicamente está detrás de los demás, es perfecta para el tipo de baile que quiere en su compañía. También le pide salir con ella, pero Jody lo rechaza en favor de Charlie. Maureen decide abandonar el ballet porque finalmente se da cuenta de que el ballet es solo algo que hace bien, y no lo que quiere de su vida. Decide asistir regularmente a la universidad y buscar ayuda para su trastorno alimentario. Eva es elegida por Jonathan para unirse a la prestigiosa Compañía de Ballet Americano después de demostrar su valía en el taller - secretamente tomando el lugar de Maureen, quien tuvo la iniciativa, en el ballet de Jonathan. Al novio de Jody, Charlie y a sus amigos Anna (una chica que siempre se vio favorecida por Jonathan) y Erik también se les pide unirse a la Compañía de Ballet Americano, y Sergei (bailarín ruso que también se hizo amigo de ellos) se une a su novia en la Compañía de Ballet de San Francisco.
Hay una subtrama en la que Cooper atrae el apoyo financiero de una coqueta y rica mujer filántropa (interpretada por Elizabeth Hubbard). Un 15 de agosto de 2004 el New York Times publicó un artículo titulado "¿Cuánto cuesta ese Bailarín en el Programa?" en el que reveló que Stiefel tiene una relación de patrocinio de la vida real muy similar con una filántropa llamada Anka Palitz.

## Reparto
- Zoe Saldaña  como Eva Rodríguez.
- Amanda Schull como Jodi Sawyer.
- Susan May Pratt como Maureen Cummings.
- Peter Gallagher como Jonathan Reeves.
- Debra Monk como Nancy Cummings.
- Ethan Stiefel como Cooper Nielson.
- Sascha Radetsky como Charlie Sims.
- Donna Murphy como Juliette Simone.
- Julie Kent como Kathleen Donahue.
- Ilia Kulik como Sergei.
- Eion Bailey como Jim Gordon.
- Shakiem Evans como Erik O. Jones.

## Producción
De los personajes principales que son bailarines, cuatro son profesionales de ballet ( Amanda Schull , Ethan Stiefel , Sascha Radetsky y Julie Kent ), uno es un patinador profesional ( Ilia Kulik ), uno tenía formación de ballet ( Zoe Saldaña ), y dos fueron actores sin formación de ballet ( Susan May Pratt y Shakiem Evans ). Dobles corporales se utilizan para muchas de las principales secuencias de baile.

## Secuela
Center Stage: Turn It Up fue transmitido por primera vez en los Estados Unidos el 1 de noviembre de 2008, por la cadena Oxygen. El DVD fue lanzado en enero de 2009, por parte de Sony Pictures Home Entertainment. La película se estrenó en los cines de Australia en octubre de 2008.
Está protagonizada recién llegado Rachele Brooke Smith como bailarina Kate Parker, quien ha querido solamente nunca a tocar con la Academia de Ballet Americano. Cuando ella no lo hace después de una audición, ella se entera de que se necesita más que un poco de talento para triunfar en el mundo de la danza. Con un giro en una vanguardista club de hip-hop y la ayuda de un apuesto jugador de hockey convertido bailarina de ballet (interpretado por Kenny Wormald ), ella solo puede encontrar la pasión que ella necesita para hacer sus sueños realidad. La película también cuenta con Sarah Jayne Jensen, Crystal Lowe , Peter Gallagher y Ethan Stiefel .

## Banda sonora
1. "I Wanna Be with You" - Mandy Moore
2. "First Kiss" - i5
3. "Don't Get Lost in the Crowd" - Ashley Ballard
4. "We're Dancing" - P.Y.T.
5. "Friends Forever" - Thunderbugs
6. "Get Used to This" - Cyrena
7. "A Girl Can Dream" - P.Y.T.
8. "Cosmic Girl" - Jamiroquai
9. "Higher Ground" - Red Hot Chili Peppers
10. "Come Baby Come" - Elvis Crespo & Gizelle D'Cole
11. "The Way You Make Me Feel" - Michael Jackson
12. "If I Was the One" - Ruff Endz
13. "Canned Heat" - Jamiroquai
14. "I Wanna Be with You" (Soul Soul Solution Remix) - Mandy Moore